# بييرو فاز دي كامينيا
بييرو فاز دي كامينيا (بالإنجليزية: Pêro Vaz de Caminha) هو فارس ومستكشف برتغالي.